# Stephen E. Ambrose
Stephen Edward Ambrose (Lovington, Illinois, 10 de Janeiro de 1936 — Bay St. Louis, 13 de Outubro de 2002) foi um escritor estadunidense.
Criado em Whitewater, Wisconsin onde bacharelou-se em Artes e em História na Universidade de Wisconsin em 1957. Após concluir Pós-Graduação na Universidade Estadual da Louisiana, Ambrose regressou para o Wisconsin e fez seu Doutoramento em História pela Universidade de Wisconsin-Madison em 1963.
Ao longo da sua carreira, Ambrose lecionou história em várias universidades, desde 1960 até aposentar-se em 1995, tendo passado grande parte do seu tempo na Universidade de Nova Orleans. Nesta cidade, Ambrose foi igualmente diretor emérito do Centro Eisenhower e fundou o Museu Nacional do Dia-D.
Com diversas obras publicadas sobre a história norte-americana, dentre elas a conquista do Oeste, a construção da estrada de ferro transcontinental, ganhou fama especialmente com os livros sobre a 2ª Guerra Mundial, destacando-se os best-seller D-Day, Citizen Soldiers e The Victors, bem como Band of Brothers. Ele foi conselheiro militar no filme O Resgate do Soldado Ryan e foi o produtor executivo na minissérie televisiva baseada no seu livro, Band of Brothers. Seu filho, Hugh Ambrose foi o autor do livro The Pacific, que serviu de inspiração para a criação da minissérie The Pacific.
O presidente Eisenhower, admirando o seu trabalho, escolheu Ambrose como biógrafo, o que resultou num entusiasmo geral pela sua biografia, contendo no entanto várias críticas ao antigo comandante supremo das forças aliadas durante a Segunda Guerra Mundial e presidente dos Estados Unidos entre 1953 e 1961.
Stephen Ambrose era um fumante inveterado. O escritor morreu de câncer no pulmão em 13 de Outubro de 2002, aos 66 anos, e foi sepultado no Cemitério "Garden of Memory" em Bay St. Louis, Mississippi.

## Obras
- Eisenhower and Berlin, 1945: The Decision to Halt at the Elbe (1967)
- The Papers of Dwight David Eisenhower, Vols. 1-5 (1967)
- The Supreme Commander: The War Years of General Dwight D. Eisenhower (1970)
- General Ike: Abilene to Berlin (1973)
- Crazy Horse and Custer (1975): The epic clash of two great warriors at the Little Bighorn
- Ike's Spies: Eisenhower and the Espionage Establishment (1981)
- Eisenhower: Soldier, General of the Army, President-Elect, 1890-1952 (1983)
- Eisenhower: The President (1985)
- Nixon: The Education of a Politician 1913-1962 (1987) ISBN 0-671-52836-X
- Pegasus Bridge (1988) ISBN 0-671-67156-1
- Nixon: The Triumph of a Politician, 1962-1972 (1989) ISBN 0-671-52837-8
- Nixon: Ruin and Recovery 1973-1990 (1990) ISBN 0-671-69188-0
- Eisenhower: Soldier and President (1990)
- Eisenhower and the German POWs: Facts Against Falsehood (1992)
- Band_of_Brothers|Band of Brothers: E Company, 506th Regiment, 101st Airborne from Normandy to Hitler's Eagle's Nest (1992) ISBN 0-7434-6411-7
- D-Day June 6, 1944: The Climactic Battle of World War II (1994) ISBN 0-684-80137-X
- Undaunted Courage: Meriwether Lewis, Thomas Jefferson, and the Opening of the American West (1996) ISBN 0-684-82697-6
- Citizen Soldiers: The US Army from the Normandy Beachs to the Bulge to the Surrender of Germany (1997) ISBN 0-684-84801-5
- The Victors (book)|The Victors: Eisenhower and His Boys: The Men of World War II (1999) ISBN 0-684-85629-8
- Nothing Like it in the World: The Men Who Built the Transcontinental Railroad 1863-1869 (2000) ISBN 0-7432-0317-8
- The Wild Blue : The Men and Boys Who Flew the B-24s Over Germany 1944-45 (2001) ISBN 0-7432-0339-9
- To America: Personal Reflections of an Historian (2002) ISBN 0-7432-0275-9